# Cyllopoda claudicula
Cyllopoda claudicula là một loài bướm đêm trong họ Geometridae.